# Andy Wilson (Regisseur)
Andy Wilson (* 1. Mai 1958 in London) ist ein englischer Fernseh- und Theaterregisseur und Drehbuchautor.

## Leben und Karriere
Andy Wilson begann seine Theaterkarriere als Clown am Circus Lumière und am Cirque Archaos, zwei französischen Zirkusunternehmen, sowie in der alternativen Theaterszene. 
Von 1976 bis 1979 absolvierte er ein Theaterstudium an der Universität Birmingham. Anschließend arbeitete er drei Jahre als Schauspieler und Regisseur u. a. am Rational Theatre und am Hidden Grin Theatre, beide Londoner Theater, die mit ihren Produktionen in Großbritannien und Europa auf Tour gingen.
Ab 1984 führte er Regie in verschiedenen englischen und französischen TV-Shows, drehte Musikvideos und schrieb seine ersten Drehbücher. 1989 drehte er den französischen TV-Film Bouinax in Love für La Sept über die Archaos-Zirkustruppe. In der Folge kam es zu einer intensiven Zusammenarbeit mit britischen Fernsehsendern, für die er vor allem in Fernsehserien als Regisseur aktiv war. U. a. drehte er einzelne Folgen von Für alle Fälle Fitz (1993), Gormenghast (2000), Spooks – Im Visier des MI5 (2002), The Philanthropist, Agatha Christie’s Poirot (2004, 2006, 2013), Sindbad (2012), Der junge Inspektor Morse (2014, 2018), die Folge „Kommissar Wallander: Der Mann, der lächelte“ in Kommissar Wallander mit Kenneth Branagh in der Titelrolle. Weiter Serien folgten, darunter Ripper Street (2013, 2014), World on Fire (2019) und zuletzt Unforgotten (2020). Sein Schaffen umfasst mehr als zwei Dutzend Produktionen.